# Sifai
Sifai ist eine osttimoresische Siedlung im Suco Fadabloco (Verwaltungsamt Remexio, Gemeinde Aileu).

## Geographie
Das Dorf Sifai liegt im Nordwesten der Aldeia Rileu, in einer leichten Senke zwischen zwei Bergrücken in einer Meereshöhe von 999 m. Von Sifai aus sinkt das Land nach Norden zum Fluss Bauduen, nach Süden zum Fluss Ai Mera. Die Flüsse gehören zum System des Nördlichen Laclós. Drei Straßen treffen in Sifai aufeinander. Von Osten aus Betulalan, dem größten Dorf in der Aldeia, von Westen aus Bereliurai im Suco Fahisoi und von Norden aus Remexio.